# Sunshine (Ginger Ninja)
Sunshine is de tweede single van de Deense Band Ginger Ninja. Het nummer werd gebruikt door de NOS bij compilaties van het Nederlands Elftal tijdens het Wereldkampioenschap voetbal 2010. Het werd tijdens dat WK ook regelmatig gedraaid in het dagelijkse WK journaal op Nederland 1, met Henry Schut en Hugo Borst. Tijdens de laatste uitzending trad Ginger Ninja live op in de studio van het WK Journaal.
Met Sunshine was Ginger Ninja in Nederland veel succesvoller dan in hun thuisland Denemarken. 
Dankzij het succes van de single deed de band een clubtour door Nederland. 

## Hitnotering
| "Sunshine" in de Nederlandse Top 40 - binnen: 19-06-2010 | "Sunshine" in de Nederlandse Top 40 - binnen: 19-06-2010 | "Sunshine" in de Nederlandse Top 40 - binnen: 19-06-2010 | "Sunshine" in de Nederlandse Top 40 - binnen: 19-06-2010 | "Sunshine" in de Nederlandse Top 40 - binnen: 19-06-2010 | "Sunshine" in de Nederlandse Top 40 - binnen: 19-06-2010 | "Sunshine" in de Nederlandse Top 40 - binnen: 19-06-2010 | "Sunshine" in de Nederlandse Top 40 - binnen: 19-06-2010 | "Sunshine" in de Nederlandse Top 40 - binnen: 19-06-2010 | "Sunshine" in de Nederlandse Top 40 - binnen: 19-06-2010 | "Sunshine" in de Nederlandse Top 40 - binnen: 19-06-2010 | "Sunshine" in de Nederlandse Top 40 - binnen: 19-06-2010 | "Sunshine" in de Nederlandse Top 40 - binnen: 19-06-2010 | "Sunshine" in de Nederlandse Top 40 - binnen: 19-06-2010 | "Sunshine" in de Nederlandse Top 40 - binnen: 19-06-2010 | "Sunshine" in de Nederlandse Top 40 - binnen: 19-06-2010 |
| Week                                                     | 1                                                        | 2                                                        | 3                                                        | 4                                                        | 5                                                        | 6                                                        | 7                                                        | 8                                                        | 9                                                        | 10                                                       | 11                                                       | 12                                                       | 13                                                       | 14                                                       |                                                          |
| -------------------------------------------------------- | -------------------------------------------------------- | -------------------------------------------------------- | -------------------------------------------------------- | -------------------------------------------------------- | -------------------------------------------------------- | -------------------------------------------------------- | -------------------------------------------------------- | -------------------------------------------------------- | -------------------------------------------------------- | -------------------------------------------------------- | -------------------------------------------------------- | -------------------------------------------------------- | -------------------------------------------------------- | -------------------------------------------------------- | -------------------------------------------------------- |
| Nummer                                                   | 39                                                       | 30                                                       | 28                                                       | 20                                                       | 12                                                       | 5                                                        | 5                                                        | 5                                                        | 10                                                       | 13                                                       | 19                                                       | 24                                                       | 35                                                       | 40                                                       | uit                                                      |

| "Sunshine" in de Nederlandse Single Top 100 - binnen: 26-06-2010 | "Sunshine" in de Nederlandse Single Top 100 - binnen: 26-06-2010 | "Sunshine" in de Nederlandse Single Top 100 - binnen: 26-06-2010 | "Sunshine" in de Nederlandse Single Top 100 - binnen: 26-06-2010 | "Sunshine" in de Nederlandse Single Top 100 - binnen: 26-06-2010 | "Sunshine" in de Nederlandse Single Top 100 - binnen: 26-06-2010 | "Sunshine" in de Nederlandse Single Top 100 - binnen: 26-06-2010 | "Sunshine" in de Nederlandse Single Top 100 - binnen: 26-06-2010 | "Sunshine" in de Nederlandse Single Top 100 - binnen: 26-06-2010 | "Sunshine" in de Nederlandse Single Top 100 - binnen: 26-06-2010 | "Sunshine" in de Nederlandse Single Top 100 - binnen: 26-06-2010 | "Sunshine" in de Nederlandse Single Top 100 - binnen: 26-06-2010 |
| Week                                                             | 1                                                                | 2                                                                | 3                                                                | 4                                                                | 5                                                                | 6                                                                | 7                                                                | 8                                                                | 9                                                                | 10                                                               |                                                                  |
| ---------------------------------------------------------------- | ---------------------------------------------------------------- | ---------------------------------------------------------------- | ---------------------------------------------------------------- | ---------------------------------------------------------------- | ---------------------------------------------------------------- | ---------------------------------------------------------------- | ---------------------------------------------------------------- | ---------------------------------------------------------------- | ---------------------------------------------------------------- | ---------------------------------------------------------------- | ---------------------------------------------------------------- |
| Nummer                                                           | 88                                                               | 55                                                               | 36                                                               | 12                                                               | 14                                                               | 21                                                               | 35                                                               | 47                                                               | 59                                                               | 76                                                               | uit                                                              |

1. ↑  (da)  (25 maart 2025). Ginger Ninja. Wikipedia, den frie encyklopædi.